# Oleksandriwka (Kramatorsk)
Oleksandriwka (ukrainisch Олександрівка; russisch Александровка Alexandrowka) ist eine Siedlung städtischen Typs in der Oblast Donezk im Osten der Ukraine mit etwa 400 Einwohnern.
Der Ort, der 1853 gegründet wurde, besitzt seit 1962 den Status einer Siedlung städtischen Typs.
Er liegt im Norden der Oblast Donezk am Ufer der Majatschka (Маячка), einem Zufluss des Kasennyj Torez, östlich von Schabelkiwka, die Oblasthauptstadt Donezk liegt 90 Kilometer südlich des Ortes, das Stadtzentrum von Kramatorsk befindet sich 7 Kilometer östlich. Der Kramatorsker Stausee (Краматорське водосховище) erstreckt sich bis zum westlichen Rand des Ortes.
Am 12. Juni 2020 wurde die Siedlung ein Teil neugegründeten Stadtgemeinde Kramatorsk, bis dahin war sie Teil der Siedlungsratsgemeinde Schabelkiwka als Teil der Stadtratsgemeinde von Kramatorsk.
Am 17. Juli 2020 wurde der Ort ein Teil des Rajons Kramatorsk.